# Almohadové (opera)
Almohadové (v německém originále Die Almohaden) je poslední opera ve čtyřech jednáních českoněmeckého skladatele Johanna Josefa Aberta na libreto Adolfa Krönera na námět hry Juana Paloua y Coll. Poprvé byla uvedena dne 13. dubna 1890 v operním divadle (Neues Theater) v Lipsku.

## Vznik a historie díla
Almohadové je poslední z pěti Abertových oper. Vznikla s odstupem dvanácti let po předchozím díle, opeře Ekkehard (1878), a to opět na libreto stuttgartského vydavatele a Abertova přítele Adolfa Krönera. Abert, bývalý kapelník stuttgartské opery, byl v té době již na odpočinku (od roku 1888).
Základní motivy a zápletku Kröner převzal z dobově populární hry Zvon z Almudainy (La Campana de la Almudaina), kterou napsal španělský (katalánský) dramatik Juan (Joan) Palou y Coll a která měla premiéru v madridském divadle El Circo de Madrid roku 1859. Stejně jako u Ekkeharda však Körner děj předlohy podstatně upravil. Původní děj, odehrávající se v první polovině 14. století za bojů aragonského krále Petra IV. s jeho synovcem mallorským králem Jakubem III., přenesl o století dříve do doby bojů Španělů (Aragonců) s maurskou dynastií Almohadů o nadvládu nad Baleárskými ostrovy. Důvodem byla divadelní účinnost, zejména možnost využití exotického orientálního prostředí v hudbě i divadelní výpravě. Ze stejného důvodu byl podstatně změněn i závěr směrem k vystupňování děje v ansámblové scéně.
Historicko-romantický děj i Abertova hudba, vycházející zejména se slohu velké opery, již v 90. letech 19. století stály mimo proud hudebního vývoje i dobový vkus a Almohadové nezopakovali úspěch Astorgy a Ekkeharda.

## Osoby
- Zoraya, vypovězená almohadská kněžna vystupující pod jménem „doña Elvira“
- Ismael, její syn
- Zelima
- Salem
- Don Gilabert de Centellas, guvernér Malorky
- Galceran, důstojník ve španělských službách
- Veltran, důstojník ve španělských službách
- Centellasovo páže
- Muezzin
- Španělští lovci, Maurové a Maurky, tanečnice, pážata, mnichové, jeptišky

## Děj opery
Odehrává se na Malorce ve 13. století (zmiňuje se bitva u Las Navas de Tolosa 1212).

### 1. dějství
(Zahrada před venkovským domem doni Eleny) Před několika lety se Malorky zmocnili Španělé. Don Gilabert de Centellas tehdy porazil a zabil Almansora (al-Mansúra), posledního maurského vládce z rodu Almohadů, dal uvěznit jeho syna Ismaela a nyní je guvernérem aragonského krále na ostrově. Křesťané však dosud nemají vládu pevně v rukou. Ve srážce s muslimskými oddíly byl aragonský oddíl poražen a raněný guvernér našel útočiště v domě doni Eleny. Avšak pod tímto jménem se skrývá Zoraya, vdova po zabitém emírovi, která zde žije se svou dcerou Zelimou a doufá v osvobození syna a návrat maurské vlády,
Nyní je guvernér zotaven a může opustit dům. Jeho pobočník Calceran činí přípravy a jen nerad zde zanechává Zelimu (árie Wie schnell die Zeit entschwand seit jener Stunde). Zelima hledí z terasy na moře a jímavě vzpomíná na svého uvězněného bratra (árie Euch, ihr lauen Winde, frag' ich). Calderan padá k jejím nohám a slibuje jí otroctví a věčnou poslušnost. I Elena zaslechne tuto přísahu, děkuje za ni a naznačuje, že jeho pomoci bude třeba, pak však Calcerana posílá pryč. Zelině vypráví, že muž, kterého vyléčila, je její smrtelný nepřítel Centellas. Avšak zákony pohostinnosti velí, aby mu nebyl zkřiven vlas, dokud je hostem v jejich domě (duet Brecht auf, ihr meines Herzen Wunden!). Totéž musí vysvětlit maurskému předákovi Salemovi, který jí přináší dobrou zprávu: Ismael uprchl ze zajetí a blíží se k domu své matky (tercet Liebliche Klänge, vom Seewind getragen).
Scéna se zaplní vyděšenými marskými ženami a křesťanskými lovci (sbory Weh uns Armen! a Am Eisenhut die Jägerzier). Centellas děkuje Eleně za záchranu (duet Wie sol ich, edle Frau, Euch danken). Dozvídá se, že Elenona syna potkal špatný osud, a na oplátku jí vypráví o tom, jak on sám před mnoha lety ztratil milovanou ženu a dcerku (árie In meiner Jigend blüthereichsten Tagen). Ze zahrady je slyšet píseň (Von fern her komm' ich gezogen). Elena a Zelima poznávají Ismaelův hlas. Ten vstupuje v převlečení za trubadúra a zpívá romanci (Vom hohen Minaret, umblitzt von Abendhelle). Důstojník Veltram Ismaela pozná a Centellas jej rozkazuje zajmout. Elena a Zelima se guvernérovi dávají poznat jako Ismaelova matka a sestra a prosí o milost, ale Ismaelova bojechtivost, naléhání španělských vojáků a vlastní závazek věrnosti králi donutí Centellase, aby na svém rozkazu trval; Ismael je znovu zajat (finále: kvintet Ich darf an's Herz nich sinken a ansámbl Genug nun des Frevels!).

### 2. dějství
(Náměstí v Palmě) U studny se scházejí obyvatelé města (sbor Murmelnder Brunnen, ach wie so gerne). Maurští muži a ženy tančí za zpěvu pážete (píseň Kommt heran nun, rasche Tänzer), dokud je hlas muezzina nesvolá k modlitbě. Na náměstí přichází též Zelima ve španělském mužském převleku, jejím cílem je dostat Ismaela z vězení (árie Allein, der Mutter fern… O Ismael, mein Leben). Zpovzdálí sleduje, jak Calceran vyhledal dva maurské povstalce a smlouvá s nimi osvobození jejího bratra. Zelima se k nim připojí a zaručí se za Calceranovu spolehlivost, jeho náklonnost však odmítá (kvartet Die Schwester Ismaels, die überwunden).

### 3. dějství

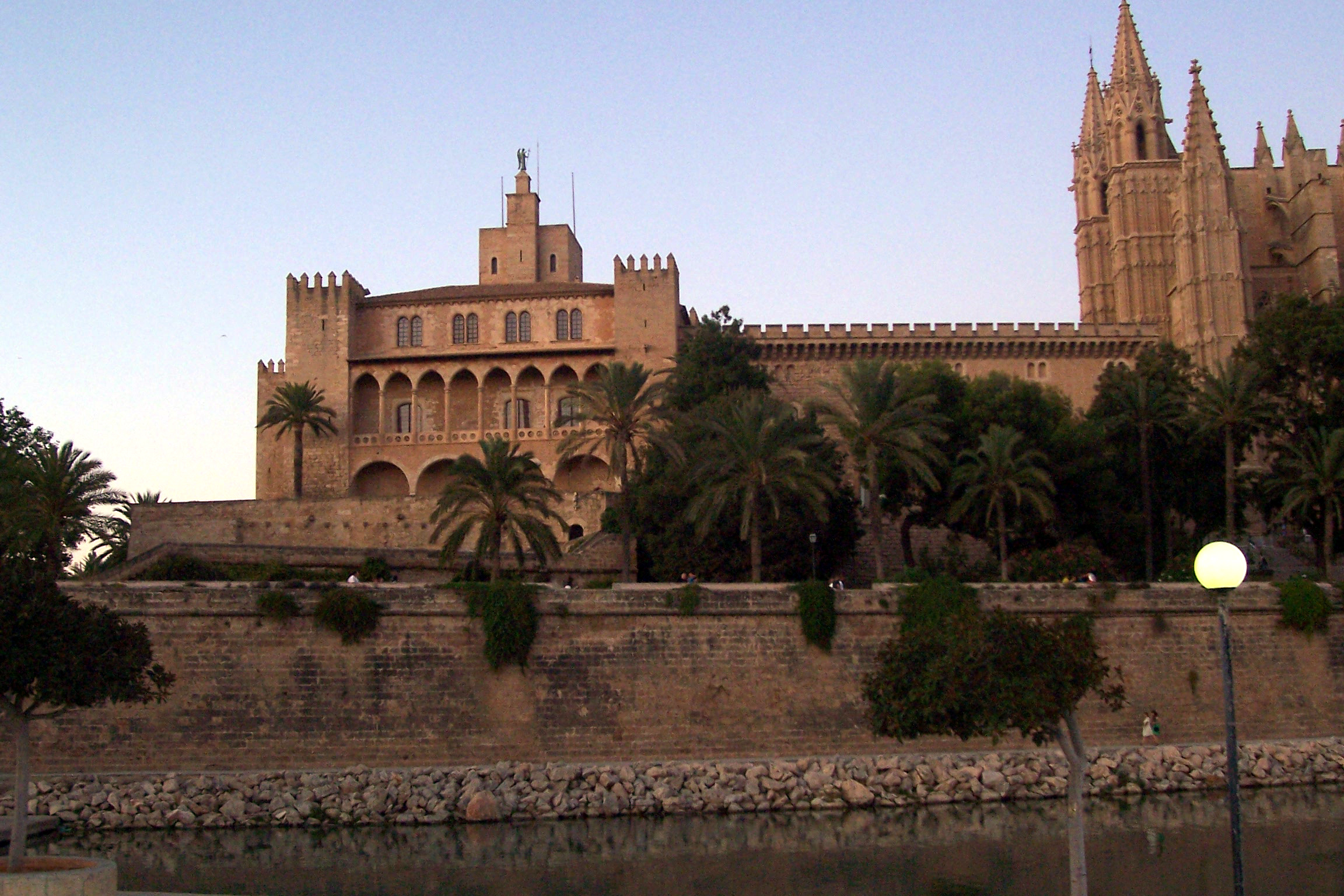
Palác Almudaina

(Sál v paláci Almudaina se zvonicí) Centellas má výčitky svědomí a přemýšlí, jak by mohl vyhovět Elenině žádosti a zachránit Ismaela; zdá se mu, jako by za něj orodovala i jeho ztracená manželka (árie Wie rührt Erinn'rung mich mit weichem Schauer… Gedenke, o Vater). Dává si ještě jednou předvolat svého vězně a přesvědčuje ho, aby si zachránil život i svobodu tím, že se poddá aragonskému králi a zřekne nároků na trůn. To ale Ismael hrdě odmítá (duet Der König, unser Herr). Centellasovi nezbude, než dát příkaz k popravě, ta však nemá být vykonána dříve, než zazní znamení palácového zvonu.
Právě probíhá maškarní ples u guvernéra. Mezi masky se vmísí i Elena a Salem. Brzy přitančí Centellas s krásnou maskou, pod níž rozezná Elenu. Ta mu připomíná, že jí je zavázán vděčností, a znovu jej žádá o milost pro syna, i ona však odmítá vzdát se nároků na trůn a poddat křesťanské moci. Marně ji Centellas prosí, aby ho nesváděla ke zradě na králi (duet Als einst zu mir du kamst). Nakonec mu Elena svěří, že jí kdysi jedna umírající žena svěřila svou dceru: byla to Zelima a Centellas je její otec (árie Mein atte war gefallen). Nyní je Centellas ochoten udělat cokoli, jen když mu Elena přivede jeho dítě.
V té chvíli vypuká útok maurských povstalců na guvernérský palác (sbor Ha, die Verrräter). Aby zabránil jejich vítězství, hrozí Centellas, že dá zvonem signál k Ismaelově popravě (árie Almuidas Glocke trägt) Ale Elena přechází do zoufalého protiútoku. Posílá Salema za Zelimou a přikazuje mu, aby ji na stejný signál probodl. Cantellas opět ustupuje: za dceru dá Eleně i Ismaelovi volný průchod. V té chvíli zazní zvonění. Všichni strnou, není to však signál k popravě, ale Calceranův signál povstalcům k Ismaelově osvobození.
Vítězní povstalci přivádějí Ismaela a holdují mu jako králi. Ismael chce dát Centellase ihned popravit, na naléhání matky – a přes varování Salema – jej však nechá volně odejít. I Elena plné své slovo a dává přivést Zelimu. Ta je náhlým nalezením otce a současnou ztrátou „matky“ a „bratra“ zmatena a chtěla by zůstat, ale Elena ji posílá pryč. Zelima provází Cantellase na španělskou pevninu. Calceran zjišťuje, že zradil svého krále nadarmo. I Ismael želí Zelimina odchodu, ale matka jej utěšuje korunovací za malorckého krále (finále: sbor Dem echten Königssprossen, arieta Ismaela Frei von Tyrannen ist das Land a ansámbl 'Dies' holde Kind wär' mein Tochter).

### 4. dějství
(Zahrada paláce Almudaina na mořském pobřeží) Ismael spí a maurské ženy zpívají noční romanci (Holde Nacht, breit' aus die Flügel), situace mladého krále je ale vážná. Jak sděluje Salem Eleně, jsou Maurové pevně obklíčení aragonským vojskem a chystané posily z pevniny byly poraženy u Tolosy. Blíží se poslední beznadějný boj (árie Salema Bald naht die Stunde, wo in heißer Schlacht). Maurové a jejich ženy nejprve tancují a zpívají na počest Ismaela a Eleny (Schlinget den Reih'n in des Mondes Pracht), pak muži vyrážejí do boje (bojová píseň Im Paradiese da grünt ein Baum). Modlitby žen nepomáhají (píseň Eleny a sboru O, Gott im Himmelshöhn), Salem se vrací se zprávou o porážce a spolu s Elenou se vydává alespoň zapálit španělské lodě. Ismael přivádí raněnou Zelimu, která cantellasovi uprchla a snažila se dostat zpět k němu a své „matce“. Nyní, když vědí, že nejsou sourozenci, pochopí pravou povahu svého vzájemného citu (duet Hier berg' ich dich, geliebte Schwester… Nicht bist du Schwester mir!). Avšak Zelima umírá. V poslední vyprovokované šarvátce zabije Ismael Calcerana, sám je však smrtelně raněn. Skoná před očima Centellase a Eleny. Za zvonů z Almudainy jsou královnin syn a guvernérova dcera spojeni ve smrti (závěrečný sbor Sie sind vereint).